# Verleihung des Nestroy-Theaterpreises 2001
Die Nestroyverleihung 2001 war die zweite Verleihung des Nestroy-Theaterpreises und fand am 10. November 2001 im Volkstheater (Wien) statt. Von den Gewinnern in den insgesamt 11 Kategorien, wurden 3 schon im Vorfeld, die restlichen 8 erst bei der Verleihungs-Gala bekannt gegeben.
Als Moderator der Gala fungierte Peter Simonischek, als Laudatoren Kirsten Dene, Birgit Doll, Angelica Domröse, Jürgen Flimm, Bruno Ganz, Hans Gratzer, Karlheinz Hackl, Michael Haneke, Christine Kaufmann, Sophie Rois und Emmy Werner.

## Ausgezeichnete und Nominierte 2001
| Meiste Nestroys:      | Rosmersholm (3 Nestroys)      |
| Meiste Nominierungen: | Rosmersholm (5 Nominierungen) |

Anmerkungen: Es sind alle Nominierten des Jahres angegeben, der Gewinner steht immer zuoberst. Die Verleihung des Nestroy 2001, bezieht sich auf die Theatersaison 2000/01.

### Beste deutschsprachige Aufführung
Rosmersholm von Henrik Ibsen – Inszenierung: Peter Zadek – Akademietheater/Burgtheater
Der Narr und seine Frau heute abend im Pancomedia von Botho Strauß – Inszenierung: Matthias Hartmann – Schauspielhaus Bochum
Die Nacht singt ihre Lieder von Jon Fosse – Inszenierung: Falk Richter – Schauspielhaus Zürich

### Beste Regie
Peter Zadek – Rosmersholm – Akademietheater/Burgtheater
Andrea Breth – Der jüngste Tag – Burgtheater
Dimiter Gotscheff – Das Pulverfass – Steirischer Herbst 2000/Schauspielhaus (Graz)

### Beste Ausstattung
Martin Zehetgruber – Glaube und Heimat – Burgtheater
Andreas Kriegenburg – Revolution! – Akademietheater/Burgtheater
Susanne Raschig – Der jüngste Tag – Burgtheater

### Beste Schauspielerin
Judith Engel – Bash (Sue/Die Frau) – Wiener Festwochen/Hamburger Kammerspiele
Andrea Clausen – Drei Mal Leben (Ines Finidori) – Akademietheater/Burgtheater
Angela Winkler – Rosmersholm (Rebekka West) – Akademietheater/Burgtheater

### Bester Schauspieler
Sven-Eric Bechtolf – Drei Mal Leben (Hubert Finidori) – Akademietheater/Burgtheater
Gert Voss – Rosmersholm (Johannes Rosmer) – Akademietheater/Burgtheater
Helmuth Lohner – Mein Freund (Schlicht) – Theater in der Josefstadt

### Beste Nebenrolle
Peter Fitz – Rosmersholm (Rektor Kroll) – Akademietheater/Burgtheater
Ignaz Kirchner (Zweiter Aufseher/Kommissar) gemeinsam mit Branko Samarovski (Erster Aufseher/Inspektor) – Roberto Zucco – Wiener Festwochen/Burgtheater
Libgart Schwarz – Der jüngste Tag (Rebekka) – Burgtheater

### Bester Nachwuchs– weiblich
Mareike Sedl – Roberto Zucco (Das Mädchen) – Wiener Festwochen/Burgtheater
Agnes Riegl – Glaube und Heimat (Der Spatz) – Burgtheater
Monique Schwitter – Die Präsidentinnen (Mariedl) – Schauspielhaus (Graz)

### Bester Nachwuchs– männlich
Georg Staudacher – Café Tamagotchi (Regie) – Rabenhof Theater
Simon Hatzl – Blutige Anfänger (Howie) – Theater Drachengasse
Alexander Pschill – Peer Gynt (Peer Gynt) – Theater der Jugend

### Beste Off-Produktion
Bernhard Ensemble „Hain“ (Klaus Haberl)

### Bestes Stück – Autorenpreis
Die Unsichtbare – Christoph Ransmayr – Salzburger Festspiele/Theater am Schiffbauerdamm

### Lebenswerk
George Tabori